# Nethinius giganteus
Nethinius giganteus là một loài bọ cánh cứng trong họ Cerambycidae.